# Hakan Duvar
Hakan Duvar (* 21. August 1990) ist ein türkischer Hindernisläufer.
Bei den Europameisterschaften 2012 in Helsinki wurde er  Achter und schied 2014 in Zürich im Vorlauf aus. Seine persönliche Bestzeit von 8:23,22 min stellte er am 9. Juni 2012 in Istanbul auf.
Aufgrund von Unregelmäßigkeiten in seinem biologischen Pass, die in seiner während der Europameisterschaften 2014 abgegebenen Urinprobe entdeckt wurden, ist er bei allen Auftritten, die er noch vom 12. August 2014 bis zum 8. Juli 2016 absolvierte, disqualifiziert worden. Zudem war Duvar vom 26. Dezember 2016 bis zum 25. Dezember 2020 gesperrt.